# Brabançonne (film)
Brabançonne is een Belgische muzikale romantische filmkomedie uit 2014 onder regie van Vincent Bal. De film ging in avant-première op 2 december en kwam op 10 december officieel in de filmzalen in België.

## Verhaal
Twee Belgische harmonies zijn geselecteerd voor de grote Europese finale, de Vlaamse harmonie Sint-Cecilia uit Staaikerke en de Waalse En Avant F.O.C. (Fanfare ouvrière combattante) uit Vierlemont. Wanneer de solist van Sint-Cecilia dood neerstort op het podium zitten ze in de problemen. Elke, de dochter van dirigent Jozef, heeft een idee om hun finale te redden. Ze wil de fantastische trompettist Hugues weghalen bij de Waalse concurrenten. Geen middel wordt geschuwd om hun doel te behalen; list, bedrog en liefde worden in de strijd gegooid.

## Rolverdeling
| Acteur                 | Personage |
| ---------------------- | --------- |
| Amaryllis Uitterlinden | Elke      |
| Arthur Dupont          | Hugues    |
| Jos Verbist            | Jozef     |
| Tom Audenaert          | Andries   |
| Marc Peeters           | Fernand   |
| Koen Van Impe          | Patrick   |
| Kasper Vandenberghe    | Kenny     |
| Rilke Eyckermans       | Carla     |
| Erika Sainte           | Sandrine  |
| Marc Weiss             | Michel    |
| Ivan Pecnik            | Willy     |

## Productie
In deze muzikale film worden vooral liedjes uit het populaire genre vertolkt, zoals onder andere Zo mooi, zo blond en zo alleen van Jimmy Frey en Tombe la neige van Adamo. Het budget ging over de drie miljoen euro en er werd gefilmd op locatie in Luxemburg.